# Sepiadarium
Sepiadarium je rod sip, v katerem je pet vrst.

## Vrste
- Rod Sepiadarium
  - Sepiadarium auritum
  - Sepiadarium austrinum
  - Sepiadarium gracilis
  - Sepiadarium kochi
  - Sepiadarium nipponianum